# Apalis karamojae
Apalis karamojae е вид птица от семейство Cisticolidae. Видът е световно застрашен, със статут Уязвим.

## Разпространение
Видът е разпространен в Кения, Танзания и Уганда.